# Szarów (Łódź)
Pour les articles homonymes, voir Szarów.
Szarów (prononciation [ˈʂaruf]) est un village de la gmina de Poddębice, du powiat de Poddębice, dans la voïvodie de Łódź, situé dans le centre de la Pologne.
Sa population s'élève approximativement à 128 habitants.

## Administration
De 1975 à 1998, le village était attaché administrativement à l'ancienne voïvodie de Sieradz.

Depuis 1999, il fait partie de la nouvelle voïvodie de Łódź.